# Słowacyzm
Słowacyzm, slowakizm, słowakizm – element językowy zapożyczony z języka słowackiego i funkcjonujący stale w obrębie innego języka. Może to być również element języka słowackiego wprowadzony do tekstu w sposób doraźny, np. w celach artystycznych lub stylizacyjnych. 
Mianem słowacyzmów określa się przede wszystkim elementy językowe używane w tekstach pisanych słowacyzowaną czeszczyzną. Słowacyzmy są obecne także w języku polskim, zwłaszcza w gwarach góralskich. Język słowacki pełnił rolę pośrednika przy zapożyczaniu części hungaryzmów, np. bosárka („czarownica”), pajtas~pajtaś („maluch”), somar~sumar („osioł”) .